# Алисканс
«Алисканс» (вероятно, от названия Alyscamps, римского некрополя в Арле, от лат. Elisii Campi «Елисейские поля») — поэма из цикла о Гильоме Оранжском. По сюжету совпадает со второй частью «Песни о Гильоме»; по-видимому, их создатели обрабатывали какой-то общий, не дошедший до нас источник. Поэма оказалась очень популярной и совершенно вытеснила более древнюю «Песнь о Гильоме».
Сохранилась в тринадцати рукописях, написана десятисложным рифмованным стихом. Текст насчитывает около 8500 строк.

## Содержание
Франки терпят поражение под Алискансом (вымышленная битва), при этом гибнет Вивьен, племянник Гильома Оранжского. Сарацины, возглавляемые королём Дераме, несут большие потери, но одерживают верх. Гильом возвращается в Оранж собирать новое войско. Он посещает двор императора Людовика в Лане, где знакомится с братом своей жены, юным язычником Ренуаром, состоящим при дворцовой кухне. Вместе с Ренуаром Гильом едет в Оранж и готовится к предстоящей битве. Новое сражение с сарацинами длится долго и с переменным успехом; Ренуар отличается в нём храбростью и силой. После решительной победы все возвращаются в Оранж, но Гильом забывает пригласить на пир Ренуара. Тот, обидевшись, уезжает; Гильом с Эмери Нарбоннским, своим отцом, и своей женой Гибурк отправляется на его розыски. Всё заканчивается примирением, крещением юноши и его женитьбой на дочери Людовика Аэлис.

## Издания
- Guillaume d'Orange, chansons de geste des XIe et XIIe siècles, publiées pour la première fois par M.W.J.Jonckbloet. La Haye, 1854. T. I, p. 215—427.
- Aliscans, chanson de geste publiée d'après le manuscrit de la bibliothèque de l'Arsenal et à l'aide de cinq autres manuscrits par F.Guessard et A. de Montaiglon. Paris, 1870 (APF, № 10).
- Aliscans, herausgegeben von G.Rolin, mit Berücksichtigung von Wolfram von Eschenbach Willehalm. Leipzig, 1894.
- Aliscans, Kritischer Text von E.Wienbeck, W.Hartnacke, P.Rasch. Halle, 1903.
- La versione franco-italiana della "Bataille d'Aliscans"; Codex Marcianus fr. VIII, publicato a cura de H.Günter. Tübingen, 1985.
- Aliscans, publié par Cl.Régnier. Paris, 1990, 2 vol. (CFMA, №№ 110—111).